# Sainte-Reine, Savoie
Sainte-Reine är en kommun i departementet Savoie i regionen Auvergne-Rhône-Alpes i sydöstra Frankrike. Kommunen ligger i kantonen Le Châtelard som tillhör arrondissementet Chambéry. År 2022 hade Sainte-Reine 170 invånare.

## Befolkningsutveckling
Antalet invånare i kommunen Sainte-Reine
| Referens: INSEE |